# Kostel svatého Šimona (Valmiera)
Kostel svatého Šimona (lotyšsky Valmieras Svētā Sīmaņa baznīca) je luteránský kostel ve městě Valmiera na severu Lotyšska. Nachází se nad svahem nad řekou Gauja v centrum města. Byl vystavěn roku 1283, což z něj činí jeden z nejstarších kostelů v Lotyšsku.

## Historie

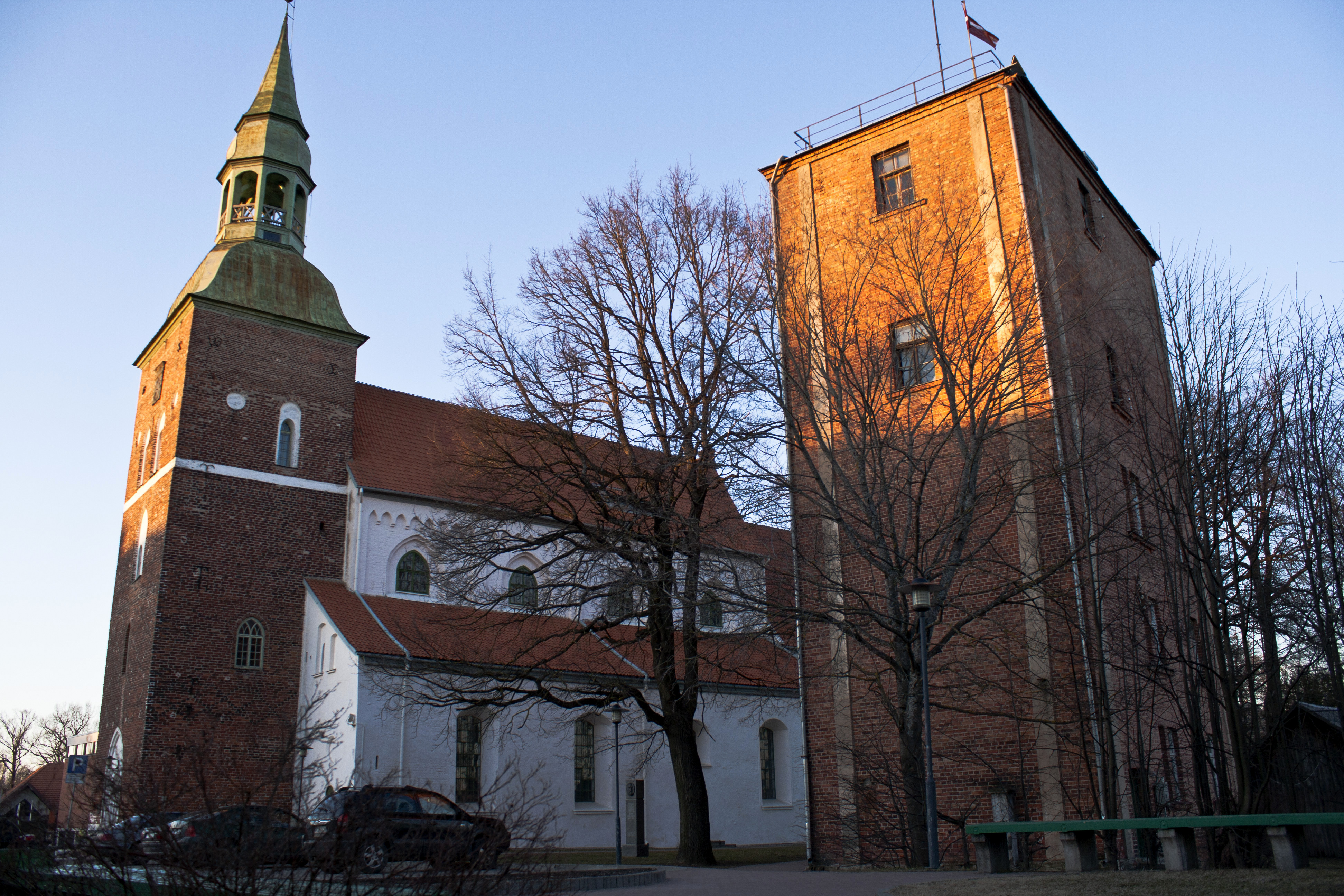
Kostel s věží.

Do dobytí Němci bylo území dnešního Lotyšska polyteistické. V roce 1224 německý Řád mečových bratří dobyl lotyšský stát Talava, čímž začala christianizace oblasti.
Odhady doby výstavby kostela se liší od roku 1231 po rok 1283, kdy je kostel výslovně zmíněn v Livonské kronice (latinsky Chronicon Livonia). V Livonské kronice je uvedeno, že byl postaven za vlády rižského arcibiskupa Johana I. von Lune (1273–1284). Předpokládá se, že název kostela souvisí s dnem jeho vysvěcení - 28. října.
Kostel byl spolu se sousedním hradem zničen během livonské (1558–1583) a švédsko-polských (1600–1629) válek. Je dochovaná zpráva z roku 1613, která uvádí jeho špatný stav. V 17. století byl kostel barokně přestavěn. V roce 1702 během Velké severní války kostel zničili Rusové, ale dalšího roku byl opraven. V roce 1932 byly pod podlahou nalezeny identifikovány některé pohřbené osoby. V roce 1964 byl kostel vyvlastněn a přestavěn na koncertní síň. V roce 1988 se vrátil církvi a stal se opět kostelem.

## Galerie
- Pohled na kostel z boku.
- Interiér.
- Interiér.